# 파흐타코르 FC
파흐타코르 타슈켄트 FK(우즈베크어: «Пахтакор» футбол клуби)는 우즈베키스탄의 프로 축구 클럽으로 수도인 타슈켄트를 연고로 하고 있다. 파흐타코르는 소비에트 연방이 붕괴된 이후로 우즈베키스탄의 명실상부한 최강팀 가운데 하나로 2002년부터 2007년까지는 6회 연속 우승을 하면서 총 8회 우승으로 우즈베키스탄 클럽팀 가운데 최다 우승 기록을 가지고 있다. 그리고 AFC 챔피언스리그로 바뀐 2002-03시즌부터 지금까지 연속해서 출전하고 있다.
파흐타코르는 1959년에는 소비에트 탑 리그에 최초로 진출하면서 지금까지 소비에트 탑 리그에서 활동한 유일한 우즈베키스탄 클럽이었으며 1968년에는 소비에트 컵 준우승을 차지 하면서 소비에트 컵 결승전에 진출한 유일한 중앙아시아 클럽이었다.

## 역대 우승 기록
- 우즈벡 리그

우승 (16): 1992, 1998, 2002, 2003, 2004, 2005, 2006, 2007, 2012, 2014, 2015, 2019, 2020, 2021, 2022, 2023
- 우즈베키스탄 컵

우승 (12): 1993, 1997, 2001, 2002, 2003, 2004, 2005, 2006, 2007, 2009, 2011, 2019
- 소비에트 1부 리그

우승 (1): 1972
- 소비에트 컵

우승 (1): 1968
- CIS 컵

우승 (1): 2007
- CIS 컵 준우승

우승 (1): 2008

#### AFC 클럽 대회 기록
- AFC 챔피언스리그 : 11회 출전

2002-03: 4강
2004: 4강
2005: 조별리그
2006: 조별리그
2007: 조별리그
2008: 조별리그
2009: 8강
2010: 16강
2011: 조별리그
2012: 조별리그
2013: 조별리그
- 아시안 클럽 챔피언십 : 1회 출전

2000: 1회전
- 아시아 컵 위너스컵 : 3회 출전

1995: 예선전
1999: 8강전
2002: 2회전

## 선수 명단

### 현역
참고: FIFA 자격 규정에 따라 소속된 국가대표팀 국기를 표시합니다. 선수는 복수의 FIFA 비회원국 국적을 가지고 있을 수 있습니다.
| 번호 | 포지션 | 국적   | 이름        |
| ---- | ------ | ------ | ----------- |
| 19   | GK     |        | 조나탕      |
| 21   | MF     | 이라크 | 바샤르 라산 |

| 번호 | 포지션 | 국적 | 이름 |
| ---- | ------ | ---- | ---- |

## 역대 감독
| 감독            | 임기        |
| --------------- | ----------- |
| 발레리 네폼냐시 | 2006        |
| 쇼타 아르벨라제 | 2017 ~ 2020 |
| 페드루 모레이라 | 2024 ~      |